# 預防成本
預防成本是有關企圖預防不良產品或服務發生的成本，包括計劃與管理系統、人員訓練、品質管制過程，以及對設計和生產兩階段的注意以減少不良品發生的機率所產生的種種成本。
"品質成本" 模型主要有4方面的成本：
1. 预防成本：用于防止残次品产生的成本，例如：更好的培训，可靠性研究等等，主要目的在从生产过程中减少残次品的产生。
2. 评估成本：用于监管，评估产品是否符合标准的成本，例如：产品抽样、测试，设备维护等等。
3. 内部故障成本：指残次品（不符合生产/客户 要求的产品或者服务）在送达客户之前被发现所产生的成本，例如：报废品（无法再加工的残次品），再加工，以及所有相关的损失（比如生产次品花费的时间成本）
4. 外部故障成本：指次品已经送达客户所产生的损失，例如：维修费用，保修费用，公司声誉（进而影响销售额，失去客户群等等）。如果（残次品）造成严重后果，可能还涉及其他相关法律费用（例如医疗器械不合格等）

以前很多企业更重视第3和第4条而忽视1和2，因为3、4直接和企业利益相关的而投资1和2无法带来短期直接的回报。但是实际经验表明，投资提升1和2也许不会给企业带来短期效益，但是从长远角度出发，投资控制预防与评估成本，会在长期大大的节省故障成本，从而从总体上提升产品服务品質，节约生产成本。